# Venezillo soleiformis
Venezillo soleiformis är en kräftdjursart som först beskrevs av Nunomura 1991.  Venezillo soleiformis ingår i släktet Venezillo och familjen Armadillidae. Inga underarter finns listade i Catalogue of Life.